# فيليب روز
فيليب روز (بالإنجليزية: Philip Rose)‏ هو منتج مسرحي ‏ ومخرج أمريكي، ولد في 4 يوليو 1921 في نيويورك في الولايات المتحدة، وتوفي في 31 مايو 2011 في إنغلوود في الولايات المتحدة بسبب سكتة.

## وصلات خارجية
- فيليب روز على موقع IMDb (الإنجليزية)
- فيليب روز على موقع قاعدة بيانات برودواي على الإنترنت (الإنجليزية)
- فيليب روز على موقع قاعدة بيانات الأفلام السويدية (السويدية)
- فيليب روز على موقع قاعدة بيانات الفيلم (الإنجليزية)
- فيليب روز على موقع كينوبويسك (الروسية)